# خانواده خوشبخت
خانواده خوشبخت (انگلیسی: Happy Family) یک فیلم در ژانر کمدی به کارگردانی گابریله سالواتورس است که در سال ۲۰۱۰ منتشر شد. این فیلم با الهام از نمایشنامهٔ شش شخصیت در جستجوی یک نویسنده اثر لوئیجی پیراندلو ساخته شده است.
این فیلم در سال ۲۰۱۰ برندهٔ جایزهٔ روبان نقره‌ای بهترین تدوین شد.

## بازیگران
- دیگو آباتانتوئونو
- فابریتسیو بنتیوولیو
- مارگریتا بوی
- کارلا سینیوریس
- ساندرا میلو
- اوگو کنتی
- فابیو د لوئیجی
- والریا بیللو